# Abisso Emden
L'abisso Emden è un abisso marino situato nella parte occidentale dell'Oceano Pacifico. Con i suoi 10.400 m di profondità è il terzo punto più profondo della fossa delle Filippine, dopo l'abisso Galathea e l'abisso Cape Johnson.

## Localizzazione geografica
L'abisso Emden si trova nella parte centrale della fossa delle Filippine, a ovest dell'isola filippina di Siargao e a sud dell'abisso Cape Johnson. Le sue coordinate sono 9°N e 127°E

## Etimologia
Fino al 1945, l'abisso Emden veniva considerato come il punto più profondo della fossa delle Filippine. La sua profondità era stata misurata nel 1927 dall'equipaggio dell'incrociatore leggero tedesco "Emden"  e ha ricevuto il suo nome da questa nave.